# Siam – Land und Leute
Siam – Land und Leute, auch unter dem Alternativtitel Siam gezeigt, (Originaltitel Siam) ist ein US-amerikanischer Dokumentar-Kurzfilm von Ralph Wright aus dem Jahr 1954 mit dem Produzent Walt Disney 1955 für einen Oscar nominiert war.

## Inhalt
Der Zuschauer wird darüber informiert, dass Siam im größten und am dichtesten besiedelten Kontinent unseres Globus liegt, und der größte Teil der Landfläche oft überflutet wird, da das Land zu den regenreichsten Regionen der Welt gehöre. Die feuchte Erde habe jedoch den Vorteil, dass der Reis auf den Feldern wachse und gedeihe, es aber erforderlich sei, die zarten Setzlinge vor der Tropensonne zu schützen. Hauptsächlich Frauen sind in der Folge damit befasst, den Reis zu polieren.
Eine wichtige Rolle im Leben der Thai spielen Tempel, in denen Gläubige ihre Opfergaben darbringen. Meditation spiele in Siam eine wichtige Rolle, ebenso wie das Studium der alten Lehren, was wiederum mit der Technologiebegeisterung kontrastiere. Nicht nur die beachtlichen Statuen, sondern auch die selbst gefertigten Sonnenschirme zeigen den Hauch von Schönheit, der den Siamesen wichtig sei. Gerühmt wird die Gastfreundschaft der Menschen, geprägt von einem großen Selbstverständnis.
Verwiesen wird auf die Kokosnuss, die neben Reis eine große Rolle in der Ernährung bildet, und schon vor langer Zeit typisch im Essensplan der Pioniere gewesen sei. Zudem bilden die Kokosfasern, die zu Garnen versponnen werden können, einen wichtigen Rohstoff.
In der heißesten Zeit des Jahres sei Abkühlung ein nicht zu unterschätzendes Problem. Ausgespart werden auch Begegnungen mit Elefanten nicht, die im Arbeitsalltag der Männer eine große Rolle spielen. In der Familie, die auf ihrem Boot begleitet wird, lebt Sammy, eine Siamkatze, die nach einem aufreibenden Kampf mit einer anderen Katze liebevoll umsorgt wird.

## Produktion, Veröffentlichung
Es handelt sich um eine Produktion von Walt Disney Productions, vertrieben von der Buena Vista Film Distribution Company. Für die animierten Effekte waren Joshua Meador und Art Riley verantwortlich, für die Spezialeffekte Ub Iwerks, für den Ton C. O. Slyfield. Als Produktionsleiter fungierte Erwin Verity.
Der Film gehört zu Walt Disneys Filmreihe „People and Places“, die im Zeitraum 1953 bis 1960 produziert wurde und 17 Filme hervorbrachte. Es ist nach The Alaskan Eskimo der zweite Film der Reihe.
Siam hatte am 24. Dezember 1954 Premiere in den USA. Im darauffolgenden Jahr wurde er in folgenden Ländern veröffentlicht: Schweden, Vereinigtes Königreich, Dänemark und Belgien. In der Bundesrepublik Deutschland wurde der Film unter dem Titel Siam – Land und Leute im Juni 1955 auf den Internationalen Filmfestspielen von Berlin vorgestellt. Er lief danach am 11. Juli 1955 in den westdeutschen Kinos an.

### Hintergrund

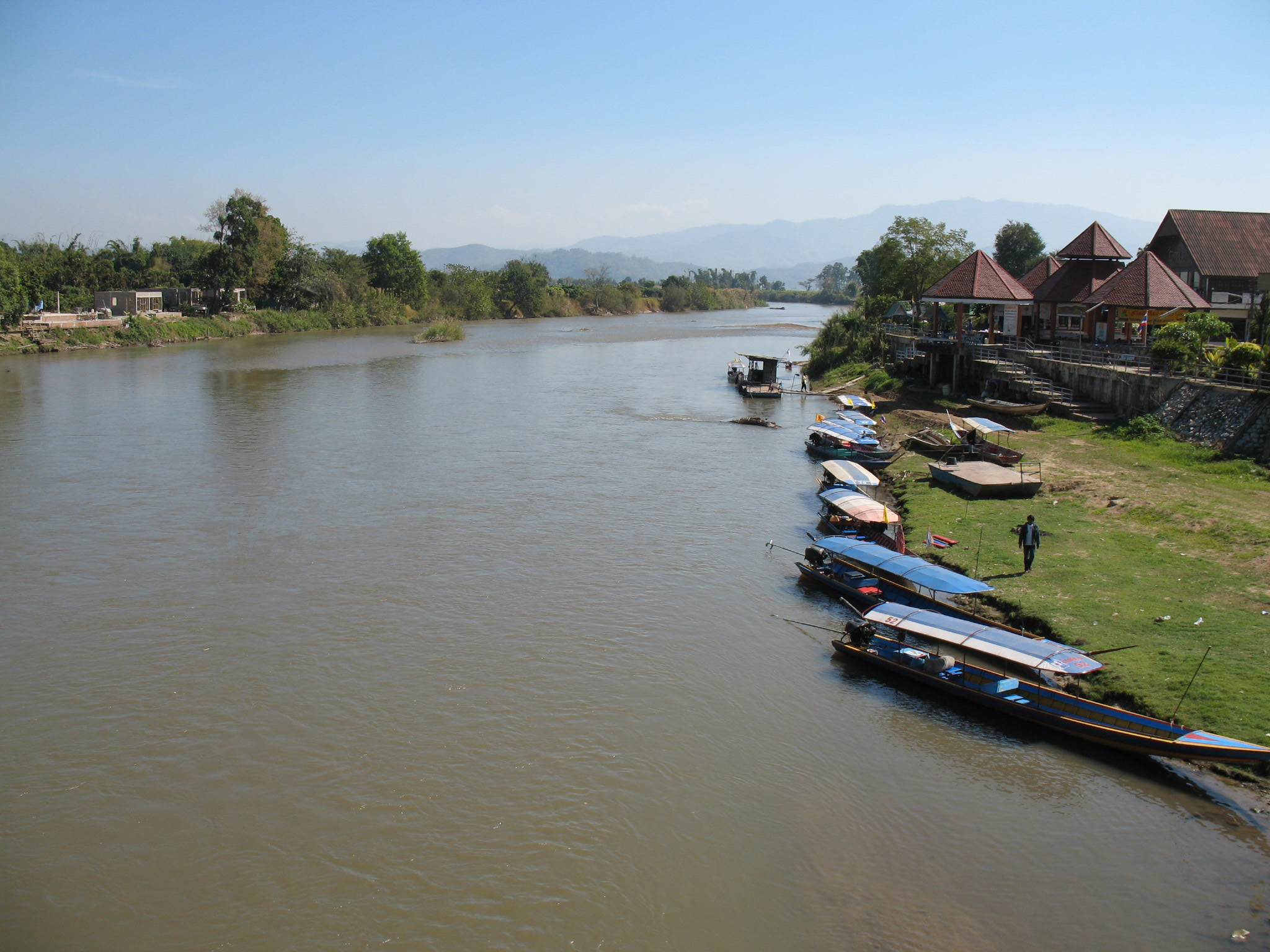
Kok River, typisch für die im Film gezeigten Bilder

Am 24. Juni 1939 wurde der Landesname Siam in Thailand geändert. Als Grund wurde angegeben, dass nur Ausländer den Namen Siam benutzt hätten. Nachdem der Diktator Plaek Phibunsongkhram, auf den die Änderung zurückgeht, entmachtet worden war, erfolgte mit der neuen Verfassung von 1946 die Rückbenennung in Siam, was jedoch nach der zweiten Machtübernahme des nationalistischen Feldmarschalls 1949 wieder geändert wurde, der wiederum den Namen Thailand durchsetzte. Einige Intellektuelle und Historiker bevorzugen jedoch weiterhin die Bezeichnung Siam.

## Rezeption

### Auszeichnungen
Oscarverleihung 1955
- Nominierung in der Kategorie „Oscar Bester Kurzfilm (2 Filmrollen)“ (Walt Disney)

Internationale Filmfestspiele Berlin 1955
- Auszeichnung mit der kleinen Silbernen Plakette (Ralph Wright)

### Kritik
„Kulturfilm, der den exotischen Zauber Siams mit seinen uralten Kultformen und der harmonischen Lebensart seiner Einwohner einfühlsam vermittelt. Auf poetische Art lehrreich, meisterhaft in den Farben. Sehenswert.“